# خوزه دا پنها
خوزه دا پنها (به پرتغالی: José da Penha) یک منطقهٔ مسکونی در برزیل است که در ریو گرانده شمالی واقع شده‌است. خوزه دا پنها ۵٬۹۴۶ نفر جمعیت دارد.